# SketchUp (3D-programma)
SketchUp is 3D-software ontwikkeld door Trimble Inc. Het programma wordt wereldwijd gebruikt in sectoren zoals architectuur, interieurontwerp, bouwkunde, landschapsarchitectuur en productontwikkeling. SketchUp Pro staat bekend om zijn gebruiksvriendelijke interface en intuïtieve modelleermethoden, waardoor gebruikers snel en efficiënt 3D ontwerpen kunnen creëren.
In tegenstelling tot veel traditionele CAD-programma's, die vaak gericht zijn op technische tekeningen en complexe commando's, legt SketchUp Pro de nadruk op visuele en intuïtieve modelvorming. Dit maakt het toegankelijk voor zowel professionals als beginners.

## Varianten
SketchUp is beschikbaar in vier verschillende varianten, elk afgestemd op specifieke gebruikersbehoeften.
1. SketchUp Free: een gratis, webgebaseerde versie bedoeld voor hobbymatig gebruik. Gebruikers kunnen 3D-modellen maken en opslaan in de cloud. Deze versie biedt basisfunctionaliteiten en is ideaal voor beginners.
2. SketchUp Go: een mobiele versie die toegankelijk is via tablets en smartphones. SketchUp Go is gericht op gebruikers die onderweg willen ontwerpen en biedt toegang tot modellen via de cloud.
3. SketchUp Pro: de professionele desktopversie die uitgebreide tools biedt voor 3D-modellering, documentatie en presentatie. SketchUp Pro is geschikt voor architecten, ontwerpers en ingenieurs die gedetailleerde ontwerpen willen maken.
4. SketchUp Studio: de meest uitgebreide versie, inclusief alle functies van SketchUp Pro, aangevuld met geavanceerde tools zoals energie-analyse en renderingmogelijkheden. SketchUp Studio is bedoeld voor professionals die behoefte hebben aan diepgaande analyses en hoogwaardige visualisaties.

## Geschiedenis

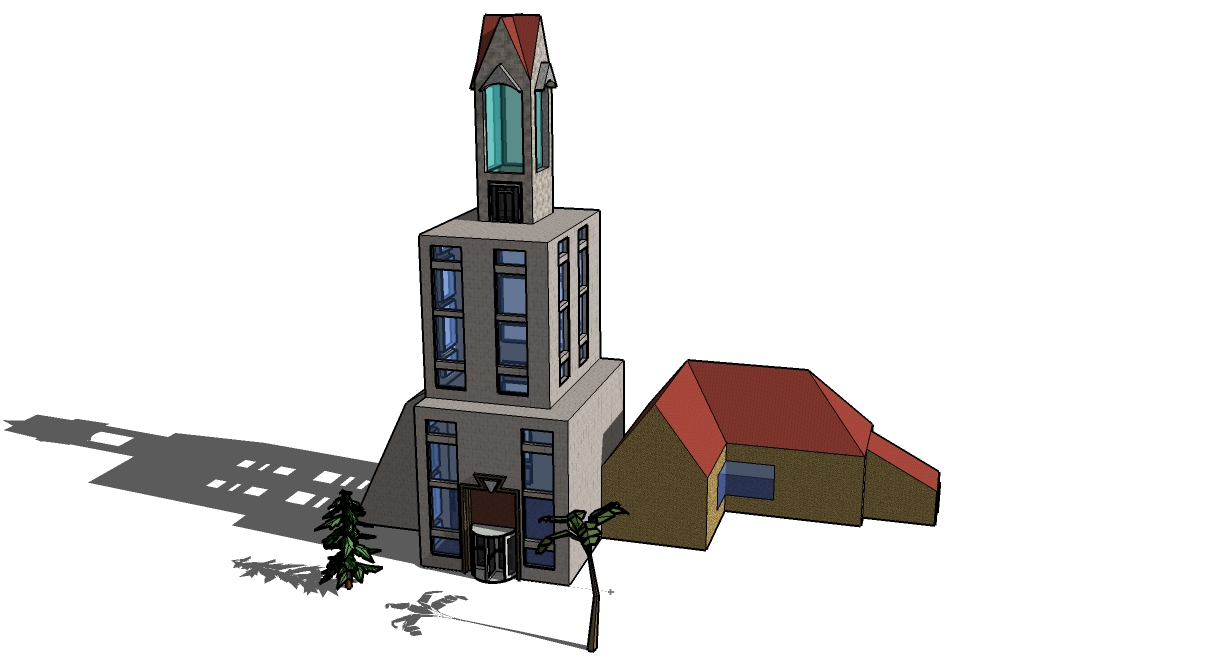
Voorbeeld van een SketchUp-afbeelding

SketchUp werd ontwikkeld door het beginnende bedrijfje @Last Software uit Boulder in Colorado, dat in 1999 begon. SketchUp werd voor het eerst uitgebracht in augustus 2000 als een gemakkelijk te gebruiken 3D-ontwerpprogramma. Het won een Community Choice Award op zijn eerste handelsbeurs. Al snel werd er een markt in de stedenbouw en architectuur voor gevonden. Op 14 maart 2006 kocht Google @Last Software over en veranderde de naam in Google SketchUp. Google kon SketchUp namelijk goed gebruiken bij hun programma Google Earth. Op 9 januari 2007 werd SketchUp 6 uitgebracht. In deze versie was het mogelijk om een 3D-ontwerp om te zetten in een model voor Google Earth. In september 2010 werd de nieuwste versie van Google SketchUp uitgebracht, SketchUp 8.
Google verkocht de rechten op het programma in april 2012 aan Trimble Navigation. Sinds de verkoop van het programma aan Trimble wordt opnieuw van "SketchUp" gesproken.

## Functies
Oorspronkelijk is SketchUp ontworpen als een programma dat door iedereen te gebruiken was. Hiervoor moest het programma makkelijk in gebruik zijn. Inmiddels is er een community rond het programma gegroeid en in het 3D Warehouse kunnen bewerkers hun ontwerpen met elkaar delen. Sinds de overname door Google is het ook mogelijk om gebouwen in 3D om te zetten en deze te importeren naar Google Earth. SketchUp wordt tegenwoordig ook gebruikt door bedrijven. De architectuur-, design- en game-industrie gebruiken het programma om al in een vroeg stadium ontwerpen gemakkelijk te visualiseren. In vergelijking met andere 3D-Software bevat Google Sketchup niet erg veel geavanceerde functies, maar deze kunnen wel worden uitgebreid met plug-ins. Vaak wordt Google sketchup gebruikt voor architecturale modellen vanwege zijn gebruiksvriendelijkheid en functionaliteit op dit gebied. Deze modellen worden dan opgeslagen en in een ander 3D-programma geladen voor animatie.

## Versies

#### @Last versies
- SketchUp 1
- SketchUp 2
- SketchUp 3
- SketchUp 4
- SketchUp 5

#### Google-versies
- SketchUp 6.0.313 (9 februari 2007)
- SketchUp 6 (14 december 2007)[3]
- SketchUp 7 (januari 2009)
- SketchUp 7 PRO (januari 2009)
  - Windows - 6.4.112 (14 februari 2007)
  - Mac OS X - 6.4.120 (14 februari 2007)
- SketchUp 8 (1 september 2010)

#### Trimble-versies
Versies sinds 26 april 2012 die door Trimble zijn uitgegeven:
- SketchUp 13 (juni 2013)
- SketchUp 14 (februari 2014)
- SketchUp 2015 (november 2014)
- SketchUp 2016 (november 2015)
- SketchUp 2017 (november 2016)
- SketchUp 2018 (november 2017)
- SketchUp 2019 (februari 2019)
- SketchUp 2020 (januari 2020)
- SketchUp 2021 (november 2020)
- SketchUp 2023 (april 2023)
- SketchUp 2024 (april 2024)
- SketchUp 2025 (februari 2025)

Als er een nieuwere versie beschikbaar van SketchUp is, wordt dat in het programma gemeld. De gebruiker kan kiezen tussen later of meteen updaten.

## Extensies en plugins
Een van de grootste krachten van SketchUp  is de uitgebreide ondersteuning voor extensies en plugins. Via de officiële Extension Warehouse en externe ontwikkelaars kunnen gebruikers duizenden uitbreidingen vinden die zijn ontworpen om specifieke taken te vereenvoudigen of geavanceerde functies toe te voegen. Deze open structuur maakt SketchUp Pro bijzonder flexibel en schaalbaar, waardoor de software zich aanpast aan uiteenlopende workflows en disciplines.

## Gereedschappen

### Tekengereedschap
LineDit wordt gebruikt om een rechte lijn te maken.
ArcDit gereedschap maakt een boog tussen twee punten.
FreehandHiermee kan de gebruiker met vrije hand tekenen.
CircleDe gebruiker kan hiermee een cirkel maken door een punt te selecteren en de diameter uit te trekken.
PolygonWorden op dezelfde manier als cirkels gemaakt. De gebruiker kan het gewenste aantal hoeken van de veelhoek kiezen.
RectangleMet dit gereedschap kan de gebruiker een rechthoek maken door te klikken en de lengte en breedte in te stellen.

### Bewerkgereedschap
Push/pullDit is een hulpmiddel dat een 2D-oppervlak vastpakt en uittrekt of -duwt tot een 3D-figuur.
MoveDe muis van de gebruiker kan een stuk selecteren en verplaatsen over de drie verschillende assen, of een combinatie van die drie.
Follow MeEen 2D-tekening kan men langs een lijn laten volgen.
ScaleHiermee kan de gebruiker objecten uitvergroten zodat ze in vergelijking dezelfde verhoudingen hebben.
OffsetDit gereedschap kan een 2D-tekening kopiëren in dezelfde tekening en hem vergroten of verkleinen.

### Bouwgereedschap
Tape MeasureHiermee kan de afstand tussen twee punten opgemeten worden.
DimensionDit gereedschap oefent dezelfde functie als de "tape measure" uit maar laat (in tegenstelling tot het voorgaande gereedschap) de afmeting zichtbaar staan.
RotateDe protractor is te gebruiken om een hoek van een bepaald aantal graden te maken.
TextHiermee kan de gebruiker tekst plaatsen of aanpassen.
AxesDe assen kunnen met dit gereedschap verplaatst worden.
Section PlaneHiermee kan de gebruiker een doorsnede maken van het model.